# Rhabdomastix sagana
Rhabdomastix sagana är en tvåvingeart som beskrevs av Alexander 1925. Rhabdomastix sagana ingår i släktet Rhabdomastix och familjen småharkrankar. Inga underarter finns listade i Catalogue of Life.